# Бобылев, Борис Александрович
Бори́с Алекса́ндрович Бо́былев (19 августа 1924 — 3 апреля 1993) — организатор системы наземных пусковых комплексов межконтинентальных баллистических ракет для ракетных войск стратегического назначения СССР. Благодаря ему в 1965—1968 годах была создана сеть поставленных на боевое дежурство шахтных позиций межконтинентальных баллистических ракет 8К75(Р-9А). Являлся одним из основателей космодрома «Плесецк», ведущим испытателем ракет и ракетно-космических комплексов ОКБ-1. Был учеником и соратником Сергея Павловича Королёва. Полковник (1962).

## Биография
Борис Александрович Бобылев родился 19 августа 1924 года в городе Николаевске-на-Амуре.
Его отец — фельдшер Александр Васильевич Бобылев (1896—1970).
Мать — акушерка Татьяна Михайловна Парунова (1900—1978).
В 1942 году был призван в армию. В 1944 году окончил Дальневосточное артиллерийское училище. Участвовал в войне с Японией. В 1955 году окончил Военную артиллерийскую инженерную академию им. Ф. Э. Дзержинского.
По окончании академии Борис Александрович был направлен для прохождения службы на полигон «Байконур». С 1955 по 1964 год занимал следующие должности: старший офицер испытательного отдела, начальник группы, начальник отдела, заместитель начальника управления. Борис Александрович Бобылев являлся первым начальником отделения по испытаниям корпуса ракеты Р-7, руководит процессом сборки пакета блоков ракеты и укладкой его на установщик.
В Монтажно-испытательном комплексе площадки 2 под руководством Б. А. Бобылева была разработана наиболее рациональная методика работ с блоками и пакетами, которая позволила отказаться от ряда агрегатов конструкторской разработки, что дало возможность значительно оптимизировать структуру стартового отдела.
Борис Александрович Бобылев принимал деятельное участие в подготовке и обеспечении запусков Спутника-1 — первого искусственного спутника Земли (4 октября 1957 года), Спутника-2 — первого в мире биологического спутника Земли (3 ноября 1957 года), Луны-1 (2 января 1959), Венеры-1 (12 февраля 1961 года) и ряда других запусков спутников земли и автоматических межпланетных станций. Б. А. Бобылев — один из активных руководящих участников запуска первого космического аппарата, поднявшего человека на околоземную орбиту. Он был заместителем начальника испытательной бригады (начальником 11-го отдела по ракете-носителю) в боевом расчёте по запуску корабля-спутника «Восток» с Ю. А. Гагариным. Вскоре после этого Бобылев был назначен заместителем начальника 1-го управления. Он руководил испытаниями ракеты Р-9 на комплексах площадки 70 и площадки 75.
В 1964—1965 гг. являлся заместителем начальника полигона «Плесецк» по опытно-испытательным и научно-исследовательским работам. С 1965 по 1968 год являлся заместителем главного инженера Ракетных войск стратегического назначения, был руководителем бригад по постановке на боевое дежурство шахтных позиций межконтинентальных баллистических ракет 8К75(Р-9А). С 1965 по 1978 являлся заместителем председателя Научно-технического комитета Ракетных войск стратегического назначения.
Уволен из рядов Вооруженных Сил по болезни в 1978 г.
Скончался в 1993 году. Похоронен на Хованском кладбище Москвы.

## Награды
- медаль «За победу над Японией» (30.09.1945[3])
- медаль «За боевые заслуги» (17.05.1951[3])
- орден Красной Звезды (26.10.1955[3])
- орден «Знак Почёта» (21.12.1957[3])
- орден Ленина (17.06.1961[3])
- медаль «Первый в мире полет человека в космос 12 апреля 1961 г. Ю. А. Гагарин» (1962)
- два ордена Трудового Красного Знамени (1968, 1974)
- медаль «За воинскую доблесть» (1970)
- медаль Монголии «30 лет победы над Японией» (1975)
- медаль «25 лет космической эры» Федерации космонавтики России (СССР) (1983)
- медаль имени летчика-космонавта СССР Ю. А. Гагарина Федерации космонавтики России (СССР) (1984)
- орден Отечественной войны 2-й степени (1985)
- медаль «25 лет полета человека в космос» Федерации космонавтики России (СССР) (1986)
- медаль имени академика С. П. Королева Федерации космонавтики России (СССР) (1987)